# زرغر (بشاريات الشرقي)
زرغر (بالفارسية: زرگر) هي قرية تقع في إيران في قزوين. يقدر عدد سكانها بـ 750 نسمة .